# ماريشيه (مترو باريس)
ماريشيه (بالفرنسية: Maraîchers)‏ هي محطة مترو تابعة لمترو باريس تقع في فرنسا في الدائرة العشرون في باريس.[بحاجة لمصدر]